# Football Club de Metz 2018-2019 (femminile)
Questa voce raccoglie le informazioni riguardanti la squadra femminile del Football Club de Metz nelle competizioni ufficiali della stagione 2018-2019.

## Divise e sponsor
La grafica riproponeva l'abbinamento cromatico adottato dal Metz maschile. Lo sponsor tecnico, fornitore delle tenute da gioco, era Nike.
| Casa | Trasferta | Terza divisa |

## Organigramma societario
Area tecnica
- Allenatore: David Fanzel
- Vice allenatore:
- Preparatore dei portieri:
- Preparatore atletico:
- Fisioterapista:

## Rosa
Rosa, ruoli e numeri di maglia estratti dal sito ufficiale e sito Footoféminin.fr, aggiornati al 5 ottobre 2018.
| N. |                    | Ruolo | Calciatrice        |
| -- | ------------------ | ----- | ------------------ |
| 1  | Francia (bandiera) | P     | Justine Lerond     |
| 2  | Francia (bandiera) | D     | Pauline Dechilly   |
| 4  | Francia (bandiera) | C     | Julie Pasquereau   |
| 6  | Francia (bandiera) | C     | Hélène Fercocq     |
| 7  | Francia (bandiera) | C     | Adeline Janela     |
| 8  | Francia (bandiera) | C     | Melissa Godart     |
| 9  | Canada (bandiera)  | A     | Valérie Sanderson  |
| 10 | Francia (bandiera) | C     | Christy Gavory     |
| 11 | Francia (bandiera) | C     | Maureen Bigot      |
| 12 | Francia (bandiera) | C     | Dounia Benabdelhak |
| 14 | Francia (bandiera) | C     | Léa Khelifi        |
| 16 | Francia (bandiera) | P     | Joanna Viollaz     |

| N. |                    | Ruolo | Calciatrice       |
| -- | ------------------ | ----- | ----------------- |
| 17 | Turchia (bandiera) | D     | Ipek Kaya         |
| 18 | Francia (bandiera) | A     | Marie-Laure Delie |
| 19 | Turchia (bandiera) | C     | Selen Altunkulak  |
| 20 | Francia (bandiera) | A     | Justine Rougemont |
| 22 | Francia (bandiera) | D     | Catherine Thony   |
| 23 | Francia (bandiera) | A     | Sophie Quatrana   |
| 26 | Francia (bandiera) | A     | Meryll Wenger     |
| 27 | Brasile (bandiera) | D     | Simone            |
| 28 | Francia (bandiera) | D     | Célia Rigaud      |
| 29 | Francia (bandiera) | A     | Amélie Delabre    |
| 40 | Francia (bandiera) | P     | Amandine Audia    |

## Calciomercato

### Sessione estiva
| Acquisti | Acquisti          | Acquisti            | Acquisti       |
| R.       | Nome              | da                  | Modalità       |
| -------- | ----------------- | ------------------- | -------------- |
| P        | Joanna Viollaz    | ASPTT Albi          | definitivo     |
| D        | Morgane Belkhiter | ASPTT Albi          | definitivo     |
| D        | Julie Pasquereau  | Lilla               | definitivo     |
| C        | Hélène Fercocq    | Stade Reims         | definitivo     |
| C        | Sophie Quatrana   | 1. FC Riegelsberg   | definitivo     |
| A        | Marie-Laure Delie | Paris Saint-Germain | fine contratto |

| Cessioni | Cessioni | Cessioni | Cessioni |
| R.       | Nome     | a        | Modalità |
| -------- | -------- | -------- | -------- |
|          |          |          |          |

### Sessione invernale
| Acquisti | Acquisti        | Acquisti    | Acquisti   |
| R.       | Nome            | da          | Modalità   |
| -------- | --------------- | ----------- | ---------- |
| A        | Marina Fëdorova | Rjazan'-VDV | definitivo |

| Cessioni | Cessioni        | Cessioni          | Cessioni   |
| R.       | Nome            | a                 | Modalità   |
| -------- | --------------- | ----------------- | ---------- |
| C        | Sophie Quatrana | 1. FC Riegelsberg | definitivo |

## Risultati

### Division 1

#### Girone di andata
| Arbitro: | Stéphanie Di Benedetto |

|                   |           |  |
| Wenger 26’ (rig.) | Marcatori |  |

| Arbitro: | Bollengier |

|  |           |                |
|  | Marcatori | 16’, 76’ Gadéa |

| Arbitro: | Rossini |

|                      |           |  |
| Dali 11’, 74’, 90+5’ | Marcatori |  |

| Arbitro: | Bonnetin |

|  |           |           |
|  | Marcatori | 8’ Dumont |

| Arbitro: | Soriano |

|                          |           |  |
| Le Garrec 73’ Fourré 83’ | Marcatori |  |

| Arbitro: | Elodie Coppola |

|            |           |                             |
| Delabre 6’ | Marcatori | 54’ (rig.), 68’, 83’ Katoto |

| Arbitro: | Guillemin |

| |           |  |
| Blackstenius 4’, 14’, 26’, 50’, 85’ Karchaoui 13’ Torrecilla 21’ Cayman 36’ (rig.) Le Bihan 39’ Torrent 45’ Jakobsson 88’ | Marcatori |  |

| Arbitro: | Soriano |

|  |           |                                                             |
|  | Marcatori | 7’, 55’ Ad. Hegerberg 9’ Laurent 62’ D. Cascarino 80’ Majri |

| Arbitro: | Collin |

|                      |           |                                   |
| Cazeau 3’ Fleury 82’ | Marcatori | 28’ Bigot 34’ Delabre 66’ Khelifi |

| Arbitro: | Guillemin |

|                         |           |                       |
| Sällström 16’ Matéo 78’ | Marcatori | 52’ Khelifi 86’ Delie |

| Arbitro: | Di Benedetto |

|                       |           |  |
| Khelifi 50’ Bigot 81’ | Marcatori |  |

#### Girone di ritorno
| Arbitro: | Beyer |

|            |           |                                                        |
| Gavory 10’ | Marcatori | 52’ Declercq 65’ Cuynet 80’ Bouillot 90+2’ (rig.) Dali |

| Arbitro: | Maubacq |

|                   |           |            |
| Léger 23’ Roy 45’ | Marcatori | 8’ Delabre |

| Arbitro: | Solenne Bartnik |

|                                                          |           |            |
| Katoto 7’, 17’, 51’ Lawrence 15’, 45’ Wang 58’ Diani 83’ | Marcatori | 8’ Delabre |

| Arbitro: | Bartnik |

|                       |           |                      |
| Delie 47’ Khelifi 88’ | Marcatori | 26’ (rig.) Le Garrec |

| Arbitro: | Goncalves |

|                        |           |                            |
| Tandia 54’ Boudaud 56’ | Marcatori | 23’, 73’ Khelifi 69’ Delie |

| Arbitro: | Alexandra Collin |

|                      |           |  |
| Asseyi 36’ Pekel 48’ | Marcatori |  |

| Arbitro: | Maubacq |

|  |           |                                                                              |
|  | Marcatori | 21’ Cayman 29’, 33’ Jakobsson 47’ Le Bihan 63’ Torrent 67’ Gauvin 81’ Dekker |

| Arbitro: | Bartnik |

|                     |           |             |
| Sarr 10’ Dufour 88’ | Marcatori | 84’ Khelifi |

| Arbitro: | Guillemin |

|  |           |            |
|  | Marcatori | 67’ Thiney |

| Arbitro: | Burban |

|                                      |           |            |
| Wenger 37’ Khelifi 54’ Delabre 90+4’ | Marcatori | 25’ Cazeau |

| Arbitro: | Collin |

|                                          |           |  |
| Renard 23’ Kumagai 45’ Ad. Hegerberg 81’ | Marcatori |  |

### Coppa di Francia
| Arbitro: | Elbour |

|                     |           |                                                    |
| Morales Palmero 82’ | Marcatori | 29’ (aut.) Arsenyeva 35’ (rig.) Delie 90+3’ Gavory |

| Arbitro: | Beyer |

|                       |           |  |
| Ali Nadjim 27’, 90+2’ | Marcatori |  |

## Statistiche

### Statistiche di squadra
| Competizione     | Punti | In casa | In casa | In casa | In casa | In casa | In casa | In trasferta | In trasferta | In trasferta | In trasferta | In trasferta | In trasferta | Totale | Totale | Totale | Totale | Totale | Totale | DR  |
| Competizione     | Punti | G       | V       | N       | P       | Gf      | Gs      | G            | V            | N            | P            | Gf           | Gs           | G      | V      | N      | P      | Gf     | Gs     | DR  |
| ---------------- | ----- | ------- | ------- | ------- | ------- | ------- | ------- | ------------ | ------------ | ------------ | ------------ | ------------ | ------------ | ------ | ------ | ------ | ------ | ------ | ------ | --- |
| Division 1       | 19    | 11      | 4       | 0       | 7       | 10      | 25      | 11           | 2            | 1            | 8            | 11           | 38           | 22     | 6      | 1      | 15     | 21     | 63     | -42 |
| Coppa di Francia | -     | -       | -       | -       | -       | -       | -       | 2            | 1            | 0            | 1            | 3            | 3            | 2      | 1      | 0      | 1      | 3      | 3      | 0   |
| Totale           | -     | 11      | 4       | 0       | 7       | 10      | 25      | 13           | 3            | 1            | 9            | 14           | 41           | 24     | 7      | 1      | 6      | 24     | 66     | -42 |

### Andamento in campionato
| Giornata  | 1 | 2 | 3 | 4  | 5  | 6  | 7  | 8  | 9  | 10 | 11 | 12 | 13 | 14 | 15 | 16 | 17 | 18 | 19 | 20 | 21 | 22 |
| --------- | - | - | - | -- | -- | -- | -- | -- | -- | -- | -- | -- | -- | -- | -- | -- | -- | -- | -- | -- | -- | -- |
| Luogo     | C | C | T | C  | T  | C  | T  | C  | T  | T  | C  | C  | T  | T  | C  | T  | T  | C  | T  | C  | C  | T  |
| Risultato | V | P | P | P  | P  | P  | P  | P  | V  | N  | V  | P  | P  | P  | V  | V  | P  | P  | P  | P  | V  | P  |
| Posizione | 4 | 4 | 9 | 11 | 11 | 11 | 11 | 11 | 11 | 11 | 10 | 11 | 11 | 11 | 10 | 10 | 10 | 10 | 10 | 10 | 10 | 10 |

Legenda:

Luogo: C = Casa; T = Trasferta. Risultato: V = Vittoria; N = Pareggio; P = Sconfitta.

### Statistiche delle giocatrici
| Giocatore      | Division 1 | Division 1 | Division 1  | Division 1 | Coppa di Francia | Coppa di Francia | Coppa di Francia | Coppa di Francia | Totale   | Totale | Totale      | Totale     |
| Giocatore      | Presenze   | Reti       | Ammonizioni | Espulsioni | Presenze         | Reti             | Ammonizioni      | Espulsioni       | Presenze | Reti   | Ammonizioni | Espulsioni |
| -------------- | ---------- | ---------- | ----------- | ---------- | ---------------- | ---------------- | ---------------- | ---------------- | -------- | ------ | ----------- | ---------- |
| S. Altunkulak  | 3          | 0          | 0           | 0          | -                | -                | -                | -                | 3        | 0      | 0           | 0          |
| A. Audia       | 0          | 0          | 0           | 0          | 0                | 0                | 0                | 0                | 0        | 0      | 0           | 0          |
| L. Bekhada     | 0          | 0          | 0           | 0          | 1                | 0                | 0                | 0                | 1        | 0      | 0           | 0          |
| M. Belkhiter   | 4          | 0          | 0           | 0          | -                | -                | -                | -                | 4        | 0      | 0           | 0          |
| D. Benabdelhak | 0          | 0          | 0           | 0          | 1                | 0                | 0                | 0                | 1        | 0      | 0           | 0          |
| M. Bigot       | 22         | 2          | 0           | 0          | 2                | 0                | 1                | 0                | 24       | 2      | 1           | 0          |
| O. Brandao     | 0          | 0          | 0           | 0          | -                | -                | -                | -                | 0        | 0      | 0           | 0          |
| T. Cammarata   | 0          | 0          | 0           | 0          | 0                | 0                | 0                | 0                | 0        | 0      | 0           | 0          |
| P. Dechilly    | 16         | 0          | 4           | 0          | 0                | 0                | 0                | 0                | 16       | 0      | 4           | 0          |
| A. Delabre     | 19         | 5          | 3           | 0          | 2                | 0                | 1                | 0                | 21       | 5      | 4           | 0          |
| M-L. Delie     | 22         | 3          | 0           | 0          | 2                | 1                | 0                | 0                | 24       | 4      | 0           | 0          |
| M. Fëdorova    | 4          | 0          | 0           | 0          | -                | -                | -                | -                | 4        | 0      | 0           | 0          |
| H. Fercocq     | 22         | 0          | 1           | 0          | 2                | 0                | 0                | 0                | 24       | 0      | 1           | 0          |
| A. Gauche      | 0          | 0          | 0           | 0          | -                | -                | -                | -                | 0        | 0      | 0           | 0          |
| C. Gavory      | 21         | 1          | 1           | 0          | 2                | 0                | 0                | 0                | 23       | 1      | 1           | 0          |
| M. Godart      | 7          | 0          | 2           | 0          | 1                | 0                | 0                | 0                | 8        | 0      | 2           | 0          |
| A. Janela      | 9          | 0          | 1           | 0          | 1                | 0                | 0                | 0                | 10       | 0      | 1           | 0          |
| S. Jatobá      | 20         | 0          | 3           | 0          | 1                | 0                | 1                | 0                | 21       | 0      | 4           | 0          |
| İ. Kaya        | 18         | 0          | 3           | 0          | 2                | 0                | 0                | 0                | 20       | 0      | 3           | 0          |
| L. Khelifi     | 22         | 8          | 1           | 0          | 2                | 0                | 0                | 0                | 24       | 8      | 1           | 0          |
| J. Lerond      | 20         | -59        | 1           | 0          | 1                | -1               | 0                | 0                | 21       | -60    | 1           | 0          |
| J. Pasquereau  | 8          | 0          | 1           | 0          | 2                | 0                | 0                | 0                | 10       | 0      | 1           | 0          |
| S. Quatrana    | 19         | 0          | 0           | 0          | -                | -                | -                | -                | 19       | 0      | 0           | 0          |
| A. Raos        | 0          | 0          | 0           | 0          | -                | -                | -                | -                | 0        | 0      | 0           | 0          |
| C. Rigaud      | 7          | 0          | 0           | 0          | -                | -                | -                | -                | 7        | 0      | 0           | 0          |
| L. Robert      | 4          | 0          | 0           | 0          | 1                | 0                | 0                | 0                | 5        | 0      | 0           | 0          |
| J. Rougemont   | 21         | 0          | 2           | 0          | 2                | 0                | 0                | 0                | 23       | 0      | 2           | 0          |
| V. Sanderson   | 14         | 0          | 0           | 0          | -                | -                | -                | -                | 14       | 0      | 0           | 0          |
| J. Sarpong     | 3          | 0          | 0           | 0          | -                | -                | -                | -                | 3        | 0      | 0           | 0          |
| J. Viollaz     | 3          | -4         | 0           | 0          | 1                | -2               | 0                | 0                | 4        | -6     | 0           | 0          |
| M. Wenger      | 13         | 2          | 0           | 0          | -                | -                | -                | -                | 13       | 2      | 0           | 0          |